# Péroy-les-Gombries
Péroy-les-Gombries is een gemeente in het Franse departement Oise (regio Hauts-de-France). De plaats maakt deel uit van het arrondissement Senlis. Péroy-les-Gombries telde op 1 januari 2022 1.217 inwoners.

## Geografie
De oppervlakte van Péroy-les-Gombries bedroeg op 1 januari 2022 11,21 vierkante kilometer; de bevolkingsdichtheid was toen 108,6 inwoners per km².

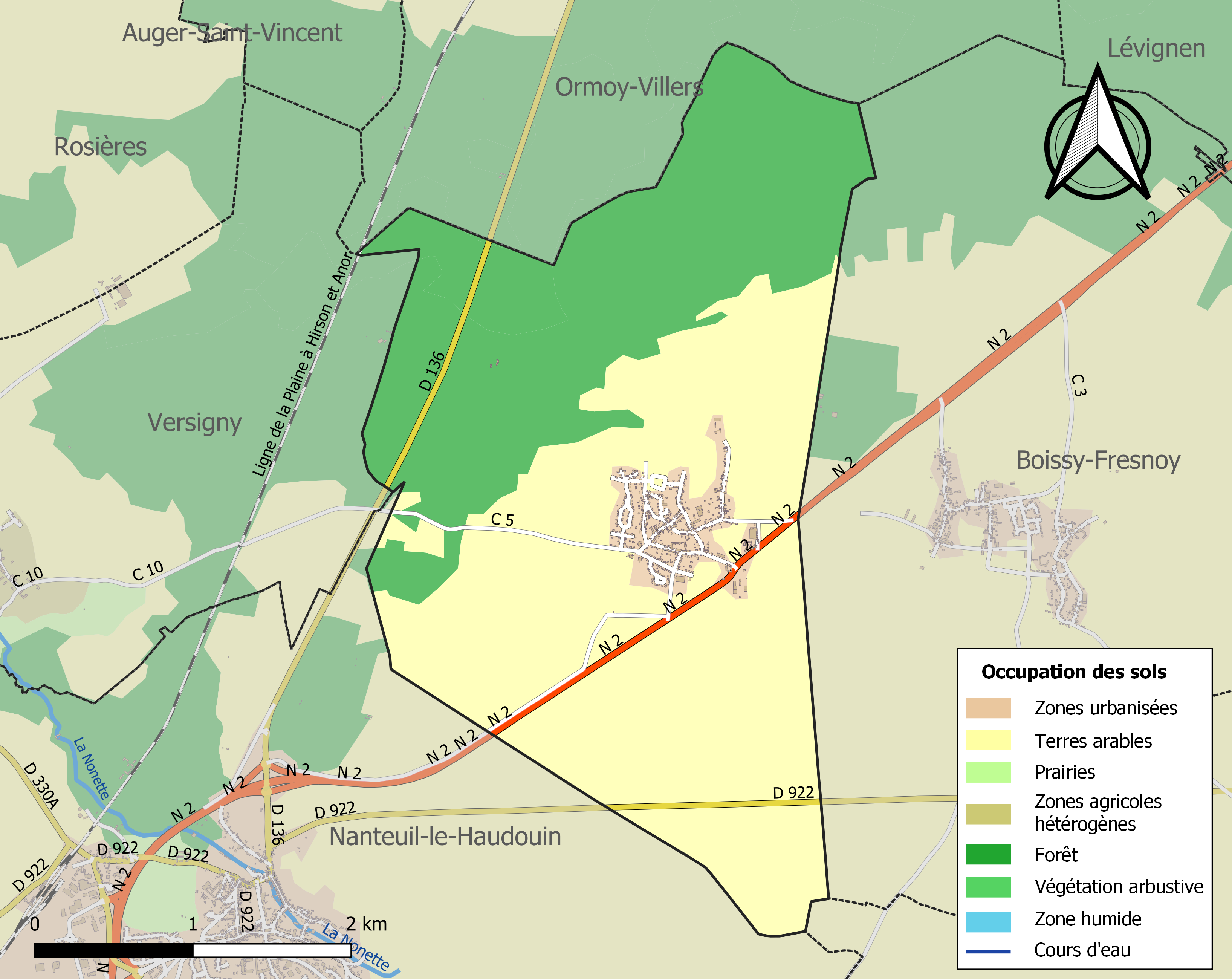
Kaart van de gemeente met belangrijkste infrastructuur, bodemgebruik en omliggende gemeenten

## Demografie
Onderstaande figuur toont het verloop van het inwonertal (bron: INSEE-tellingen).